# De drie broers
De drie broers is een sprookje uit Kinder- und Hausmärchen (KHM124), opgetekend door de gebroeders Grimm. De oorspronkelijke naam is Die drei Brüder.

## Het verhaal
Een man heeft drie zonen en weet niet hoe hij na zijn dood het huis moet achterlaten. Hij houdt evenveel van al zijn zonen en het huis is van zijn voorouders, anders zou hij het verkopen en het geld verdelen onder de zonen. Hij laat zijn zonen een ambacht leren en degene die het beste meesterwerk gemaakt heeft, krijgt het huis. De oudste wordt hoefsmid, de tweede barbier en de derde schermmeester. De smid beslaat de paarden van de koning, de barbier scheert hoge heren en de schermmeester oefent veel.
Ze gaan terug naar hun vader en er komt een haas over het veld. De barbier scheert de haas in volle vaart en de vader vindt dit knap. Een heer komt in een koets aanrijden en de hoefsmid holt erachteraan en beslaat het paard in galop. De derde pakt zijn degen en zwaait dit erg hard boven zijn hoofd als het regent, geen druppel raakt hem. De derde krijgt het huis en de andere broers zijn het ermee eens. Ze blijven alle drie samen in het huis wonen en verdienen veel geld. Als de eerste sterft, zijn de andere twee zo bedroefd dat ze al snel volgen. Ze werden samen begraven.

## Achtergronden bij het sprookje
- Het sprookje komt uit Hessen.
- Het is verwant met De vier kunstvaardige broers (KHM129).